# Dolichostachys elongata
Dolichostachys es un género monotípico de plantas con flores perteneciente a la familia Acanthaceae. El género tiene una especie de hierbas: Dolichostachys elongata que es originaria de Madagascar.

## Taxonomía
Dolichostachys elongata fue descrita por Raymond Benoist y publicado en Bulletin de la Société Botanique de France 109: 133. 1962.